# Pseudamyciaea fuscicauda
Pseudamyciaea fuscicauda Simon, 1905 è un ragno appartenente alla famiglia Thomisidae.
È l'unica specie nota del genere Pseudamyciaea.

## Distribuzione
L'unica specie oggi nota di questo genere è stata rinvenuta sull'isola di Giava

## Tassonomia
Dal 1905 non sono stati esaminati altri esemplari, né sono state descritte sottospecie al 2014.